# ADN superenrolado

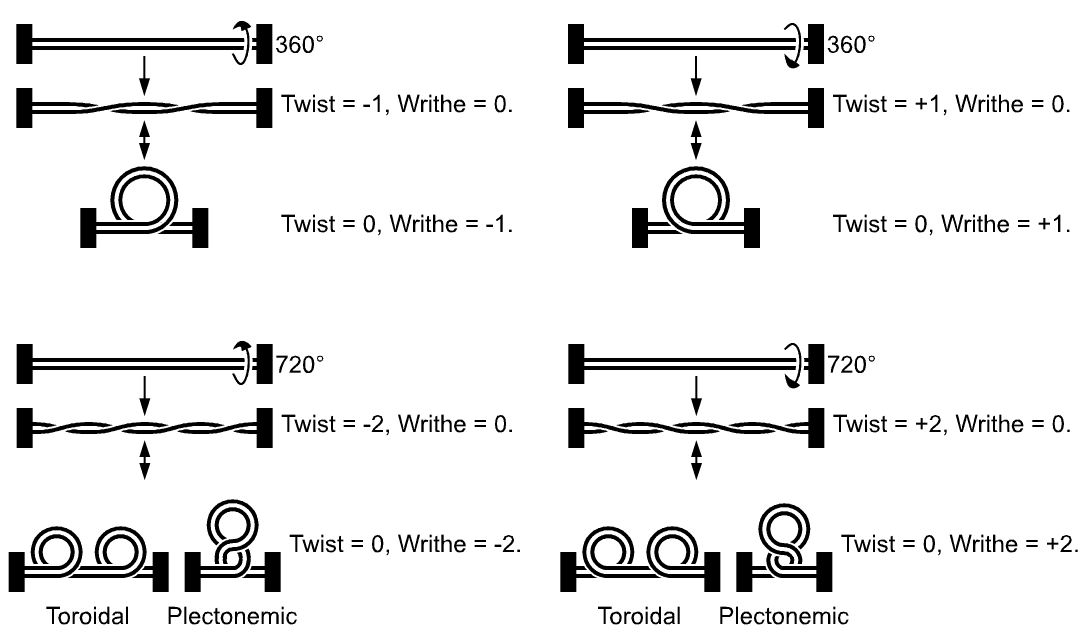
Estrutura de moléculas enroladas de DNA.

O Dna superenrolado é uma molécula de DNA bicatenário que está retorcida ou sofre giros sobre si mesma, de tal modo que o eixo da dupla hélice própria do DNA não segue uma curva plana mas que forma outra hélice, uma superhélice.
O conceito de DNA superenrolado aparece como resultado da análise topológica da molécula de DNA. Uma molécula com a mesma sequência pode estar em estado relaxado ou em diferentes estados de enrolamento. Estas moléculas conhecem-se como topoisómeros, já que são idênticas excepto no que é relativo à sua topologia.
As moléculas podem sofrer superenrolamento tanto positivo como negativo, dependendo do sentido da torsão. Para que o superenrolamento se mantenha, a molécula deve estar topologicamente restringida; assim ocorre com um DNA bicatenário circular fechado covalentemente. Um DNA bicatenário linear pode estar restringido quando está unido a proteínas ou devido ao elevado comprimento da sua cadeia.
A geração de superenrolamentos dá-se como consequência de uma tensão estrutural na própria molécula. In vivo o processo é regulado pelas enzimas topoisomerases.
Uma forma de distinguir entre topoisómeros é realizar uma electroforese, já que as distintas conformações possuem volumes diferente e migram a diferente velocidades no gel de electroforese: o DNA superenrolado é mais compacto e migra uma distância maior que o DNA relaxado.